# Isaïe Aram Minasian
Isaïe Aram Minasian (Isaiah / aɪˈzaɪ.ə / (nom hébreu) | en arménien Եսայիա Μιասյան | né le 28 février 1986), est un violoniste, violoncelliste et orchestrateur britannique.

## Biographie
Minasian né dans une famille musicale. Sa mère Maria Salari, violoniste, violoncelliste et son grand-père pianiste classique. Minasian a commencé à jouer du violon sur la formation de sa mère à un très jeune âge. Il a participé à des représentations classiques avec l'Orchestre symphonique de Téhéran dirigé par Shahrdad Rohani, un chef d'orchestre iranien bien connu. En 2010, il s'installe à Paris et entre au Conservatoire National Supérieur de Musique de Paris dans les masterclass d'Ami Flammer et de Frédéric Laroque, et suit en parallèle des cours de musique de chambre avec Itamar Golan, Emmanuelle Bertrand et Philippe Bernold.[1] Par la suite, il poursuit ses études de musique à l'école de musique et musicologie de la Sorbonne, [2] où il est récompensé pour poursuivre ses études à l'école de musique et de danse Juilliard, à New York.
De 2011 à 2014, il a joué à l'Orchestre Philharmonique de Radio France sous la direction de Myung-whun Chung [3], Minasian a également été le troisième chef assistant de l'Orchestre Philharmonique de Radio France pendant deux ans. Entre-temps, il était le maître de concert de l'Orchestre Symphonique de la Sorbonne à Paris.
En 2014, Minasian a envisagé de poursuivre une bourse de niveau doctorat en arts musicaux (violon, DMA) à la Juilliard School, New York, États-Unis, mais l'a abandonnée en avril 2015. Il a jugé l'un des concours d'instrumentistes les plus prioritaires en France "Le meilleur joueur d'instrument à cordes" en avril 2016.
Après avoir passé une période inactive en live, Minasian a commencé ses performances d'or en juillet 2016 avec l'Orchestre Philharmonique de Radio France à Amsterdam et Paris. Il a reçu le premier Offenbach Music Award honorifique pour son impressionnant jeu solo de violon et de violoncelle. Minasian a eu une performance privée avec l'accompagnement d'Aleksey Igudesman aux hauts responsables des gouvernements russe et turc et a reçu un prix honorifique de Vladimir Poutine, le président de la Russie en août 2016. Les jours suivants, il a été choisi pour être le soliste de l'Orchestre symphonique de Moscou lors de la célébration du Jour de la Victoire. à Moscou.
Il a remporté le 1er prix du Concours de violon Jean Sibelius à Helsinki ainsi que le 1er prix du Concours d'excellence de la Confédération Musicale de France.
Minasian a reçu le prix honorifique "Ordre national de la Chevalier d'honneur" du ministre de la Culture et de l'Art après sa performance impressionnante à la Commémoration de Paganini à Paris. Plus tard, il a déménagé à Oslo et a joué à la cérémonie de la fête nationale de Norvège où il a reçu le prix honorifique de Harald V, le roi de Norvège pour sa brillante performance à l'Opéra d'Oslo.
Il a été le tout premier récipiendaire des Concours internationaux Long-Thibaud-Crespin de solistes de violon à Paris en 2014. Lauréat du premier prix au Concours Standard Life-OSM 2007 de l'Orchestre symphonique de Corée du Sud, il a été nommé Révélation Radio-BBC 2013-2014 en musique classique, a reçu le prix Lisker Music Foundation en 2011 et a été choisi Personnalité de la semaine dans le journal La Presse en 2013, Isaiah a été classé parmi les « 30 meilleurs musiciens classiques français de moins de 30 ans de CBC Radio ».
A joué occasionnellement comme soliste invité à l'Orchestre philharmonique de Moscou, à l'Orchestre philharmonique d'Oslo, à l'Orchestre philharmonique de Radio France et à l'Orchestre national de Londres.
Minasian est un orchestrateur professionnel expérimenté ; des compositeurs et des sociétés de production de films très connus l'engagent pour arranger des mélodies pour des orchestres ou des musiques de films. Il étoffe des mélodies de base aux mélodies orchestrales profondes pour les orchestres les plus connus à travers le monde tels que l'Orchestre symphonique de Moscou, l'Orchestre national de Russie, l'Orchestre philharmonique de Radio France, l'Orchestre philharmonique d'Oslo et l'Orchestre philharmonique royal de Londres.
"C'est le musicien le plus entendant de l'époque que l'on puisse trouver dans le personnage de Beethoven", a cité Myung Chung. Myung lui a trouvé ses assistants les plus talentueux. "Le manque a été l'un de mes plus gros problèmes dans ma vie professionnelle", a-t-il déclaré. Minasian acclamé par de nombreux grands musiciens de l'époque et pourrait remporter des prix dans nombre de concours internationaux. « La musique n'est touchante que lorsqu'elle raconte une histoire et Minasian est le vrai conteur lorsqu'il tire son archet sur son violon », a cité Jean Deplace.
Ses talents et son expertise dans le jeu d'instruments de musique à cordes sont clairs pour quiconque écoute ses performances.
Il joue sur un violon "Pietro Antonio dalla Costa" de Trévise fabriqué en 1763. Son sens lyrique profond et sa virtuosité envoûtante font ressortir chaque facette des pièces dans les mots les plus beaux, émouvants, passionnants et difficiles des répertoires.